# Васильевский монастырь (Суздаль)
Васильевский монастырь — мужской монастырь Владимирской епархии Русской православной церкви, расположенный на восточной окраине города Суздаля. Его основные постройки — Васильевский собор (1662—1669), Сретенская трапезная церковь (кон. XVII века), ограда (некоторые части её относятся к XVII веку) с невысокими Святыми воротами (XVII века).

## История

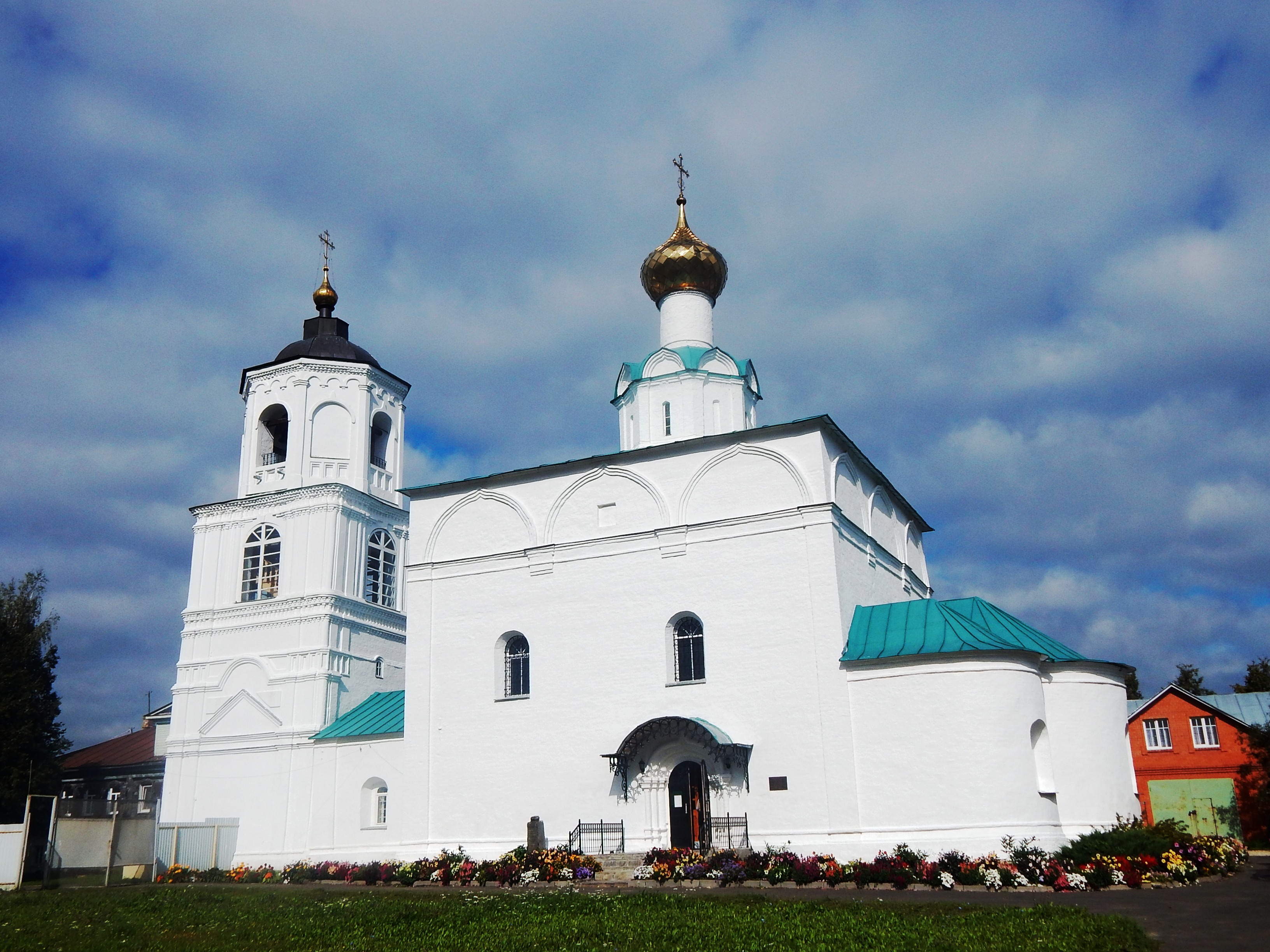
Васильевский собор

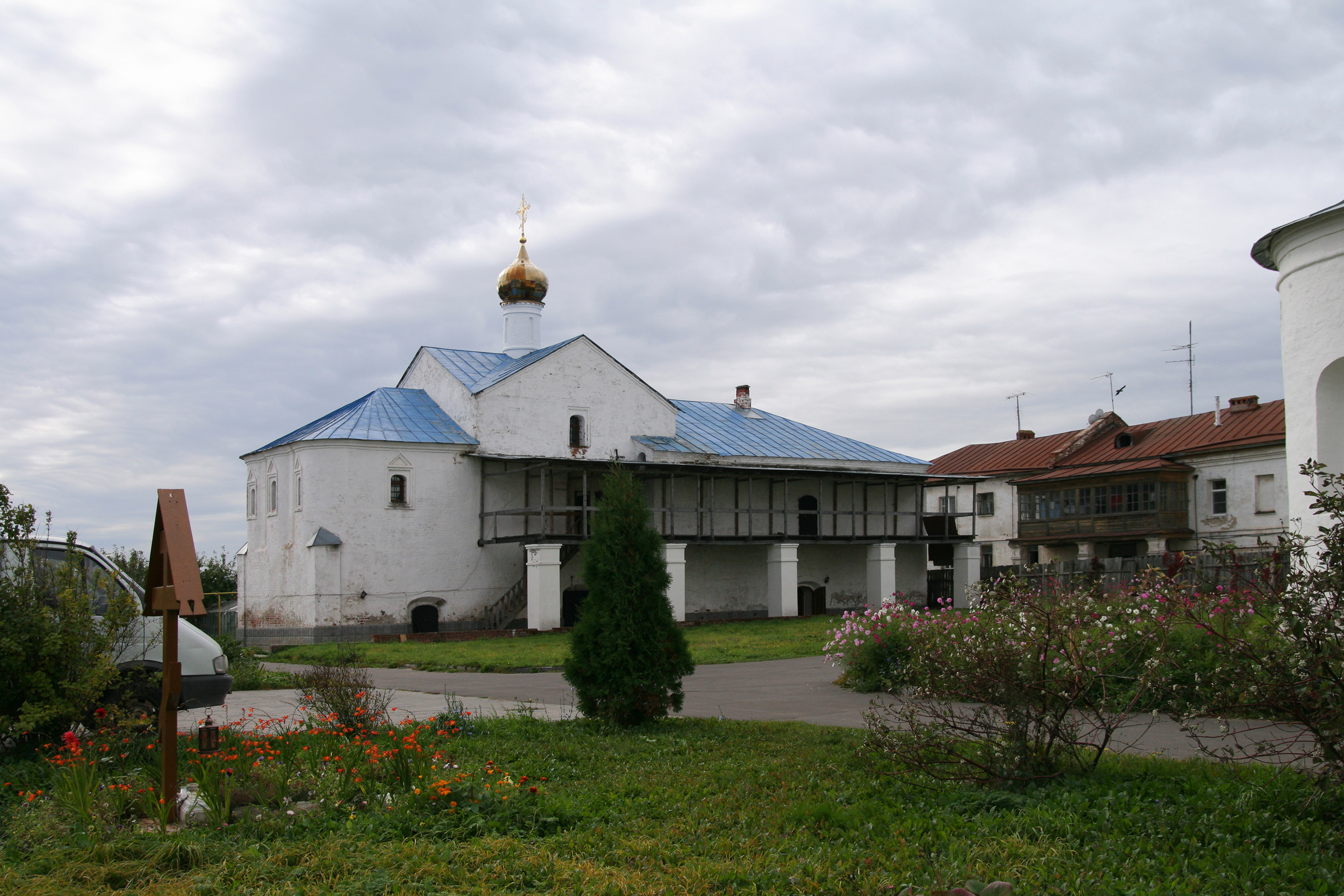
Сретенская трапезная церковь

Основан в XIII веке на дороге, ведущей от Суздальского Кремля в Кидекшу. Первоначально это было мощное укрепление, впоследствии преобразованное в монастырь. По преданию место, которое нынче занимает храм, связано с князем Владимиром Красное Солнышко, который при крещении принял имя Василий, и датой крещения Руси (предположительно, суздальцы приняли христианство в той церкви, которая раньше располагалась на территории современного Васильевского монастыря).
Собор Василия Великого Васильевского монастыря был построен в 1662—1669 годах на месте прежней шатровой деревянной церкви. Его форма чрезвычайно проста: кубовидный объём увенчан главкой, поставленной на восьмигранную призму. Под кровлей собора сохранились основания ещё двух барабанов, так что задуман он был как трёхглавый. Декор собора также чрезвычайно прост, наиболее изысканной его частью являются входные порталы. Небольшая трапезная соединяет с собором трёхъярусную колокольню XIX века, скромно украшенную пилястрами и резными карнизами. Одноглавая Сретенская трапезная церковь возведена в конце XVII века. Её восьмискатная крыша напоминает церковь Архиерейских палат в Суздальском кремле.
В 1764 году Васильевский монастырь был переведён в разряд заштатных. До 1899 года монастырь был приписан к Ризоположенскому, а до 1916 года — к Спасо-Евфимиеву монастырю.
С 1916 года монастырь действовал как женский. Закрыт советской властью 15 февраля 1923 года.
Васильевский собор реставрировался в 1959—1961 гг. В. В. Гасперовичем. С 1960-х годов в монастыре расположились склады.
31 января 1995 года вновь зарегистрирована община мужского Васильевского монастыря. 6 июня того же года Священный синод Русской православной церкви благословил (утвердил) открытие монастыря.